# Kopani, Radîvîliv
Kopani (în ucraineană Копані) este un sat în comuna Pidzamce din raionul Radîvîliv, regiunea Rivne, Ucraina.

## Demografie
Componența lingvistică a localității Kopani
     Ucraineană (99,75%)
     Alte limbi (0,25%)
Conform recensământului din 2001, majoritatea populației localității Kopani era vorbitoare de ucraineană (99,75%), existând în minoritate și vorbitori de alte limbi.